# Coupe de France de cyclo-cross 2023
De Coupe de France de cyclo-cross 2023 was het 41ste seizoen van het Franse regelmatigheidscriterium in het veldrijden. De Franse Wielerbond FFC organiseerde hiervoor zes veldritten van UCI categorie 2.

## Locaties
De Franse bekerwedstrijden werden in drie weekenden georganiseerd. Telkens werd op zowel de zaterdag als de zondag een veldrit in dezelfde plaats, op hetzelfde parkoers verreden.
1) 21/22 oktober - Quelneuc
2) 11/12 november - Albi
3) 9/10 december - Flamanville

## Puntenverdeling
Voor de categorieën mannen elite, vrouwen elite, mannen beloften, jongens junioren en meisjes junioren kreeg de top veertig punten aan de hand van de volgende tabel:
| Positie | 1  | 2  | 3  | 4  | 5  | 6  | 7  | 8  | 9  | 10 | 11 | 12 | 13 | 14 | 15 | 16 | 17 | 18 | 19 | 20 |
| Punten  | 45 | 42 | 40 | 39 | 38 | 37 | 36 | 35 | 34 | 33 | 32 | 31 | 30 | 29 | 28 | 27 | 26 | 25 | 24 | 23 |
|         |    |    |    |    |    |    |    |    |    |    |    |    |    |    |    |    |    |    |    |    |
| Positie | 21 | 22 | 23 | 24 | 25 | 26 | 27 | 28 | 29 | 30 | 31 | 32 | 33 | 34 | 35 | 36 | 37 | 38 | 39 | 40 |
| Punten  | 22 | 21 | 20 | 19 | 18 | 17 | 16 | 15 | 14 | 13 | 12 | 11 | 10 | 9  | 8  | 7  | 6  | 5  | 4  | 3  |

In ieder klassement van de Coupe de France werd aan de hand van de gewonnen punten in de acht wedstrijden een eindklassement opgemaakt. De veldrijder met het hoogste aantal punten in zijn klassement werd als winnaar van de Coupe de France uitgeroepen.

## Podia eindklassementen
| Cateorie         | Winnaar            | Tweede           | Derde           |
| ---------------- | ------------------ | ---------------- | --------------- |
| Mannen elite     | Tony Periou        | Rémi Lelandais   | Quentin Navarro |
| Mannen beloften  | Corentin Lequet    | Léo Bisiaux      | Nathan Bommenel |
| Jongens junioren | Aubin Sparfel      | Theophile Vassal | Maxime Vezie    |
| Vrouwen elite    | Amandine Fouquenet | Amandine Vidon   | Olivia Onesti   |
| Vrouwen beloften | Olivia Onesti      | Alexandra Valade | Lise Klaes      |
| Meisjes junioren | Célia Gery         | Amandine Muller  | Lison Desprez   |

## Mannen Elite

### Podia manches
| Datum | Locatie     | Winnaar                | Tweede                 | Derde            | Leider klassement |
| ----- | ----------- | ---------------------- | ---------------------- | ---------------- | ----------------- |
| 21/10 | Quelneuc    | Sandy Dujardin         | Kevin Suarez Fernandez | Eddy Fine        | Sandy Dujardin    |
| 22/10 | Quelneuc    | Kevin Suarez Fernandez | Sandy Dujardin         | Mickaël Crispin  | Dujardin / Suarez |
| 11/11 | Albi        | Rémi Lelandais         | Joshua Dubau           | Tony Periou      | Rémi Lelandais    |
| 12/11 | Albi        | Tony Periou            | Valentin Remondet      | Florian Gaillard | Tony Periou       |
| 9/12  | Flamanville | Joshua Dubau           | Tony Periou            | David Menut      | Tony Periou       |
| 10/12 | Flamanville | Joshua Dubau           | Tony Periou            | David Menut      | Tony Periou       |

### Eindstand
| Nr.    | Renner                 | QUE1 | QUE2 | ALB1 | ALB2 | FLA1 | FLA2 | Punten |
| ------ | ---------------------- | ---- | ---- | ---- | ---- | ---- | ---- | ------ |
| Goud   | Tony Periou            | 4    | 6    | 3    | 1    | 2    | 2    | 245    |
| Zilver | Rémi Lelandais         | 5    | 5    | 1    | 12   | 14   | 4    | 220    |
| Brons  | Quentin Navarro        | 14   | 10   | 5    | 7    | 8    | 7    | 207    |
| 4      | Lucas Deloison         | 15   | 11   | 10   | 4    | 11   | 6    | 201    |
| 5      | Cyprien Gilles         | 16   | 12   | 14   | 6    | 6    | 13   | 191    |
| 6      | Nicolas Reculeau       | 11   | 13   | 8    | 5    | 23   | 12   | 186    |
| 7      | Damien Beton           | 9    | 15   | 6    | 16   | 7    | 20   | 185    |
| 8      | Joshua Dubau           | -    | -    | 2    | 8    | 1    | 1    | 167    |
| 9      | Valentin Remondet      | 17   | 21   | 9    | 2    | 22   | 26   | 162    |
| 10     | Mickaël Crispin        | 6    | 3    | -    | -    | 9    | 9    | 145    |
| 16     | Florian Gaillard       | -    | -    | 19   | 3    | 18   | 18   | 114    |
| 22     | Kevin Suarez Fernandez | 2    | 1    | -    | -    | -    | -    | 87     |
| 23     | Sandy Dujardin         | 1    | 2    | -    | -    | -    | -    | 87     |
| 25     | David Menut            | -    | -    | -    | -    | 3    | 3    | 80     |
| 26     | Eddy Fine              | 3    | 4    | -    | -    | -    | -    | 79     |

## Vrouwen elite

### Podia manches
| Datum | Locatie     | Winnaar            | Tweede             | Derde               | Leider klassement  |
| ----- | ----------- | ------------------ | ------------------ | ------------------- | ------------------ |
| 21/10 | Quelneuc    | Amandine Fouquenet | Amandine Vidon     | Évita Muzic         | Amandine Fouquenet |
| 22/10 | Quelneuc    | Amandine Fouquenet | Amandine Vidon     | Olivia Onesti       | Amandine Fouquenet |
| 11/11 | Albi        | Amandine Vidon     | Amandine Fouquenet | Lauriane Duraffourg | Amandine Fouquenet |
| 12/11 | Albi        | Amandine Fouquenet | Julie Bego         | Lauriane Duraffourg | Amandine Fouquenet |
| 9/12  | Flamanville | Hélène Clauzel     | Amandine Fouquenet | Camille Devigne     | Amandine Fouquenet |
| 10/12 | Flamanville | Amandine Fouquenet | Hélène Clauzel     | Anais Morichon      | Amandine Fouquenet |

### Eindstand
| Nr.    | Renner              | QUE1 | QUE2 | ALB1 | ALB2 | FLA1 | FLA2 | Punten |
| ------ | ------------------- | ---- | ---- | ---- | ---- | ---- | ---- | ------ |
| Goud   | Amandine Fouquenet  | 1    | 1    | 2    | 1    | 2    | 1    | 264    |
| Zilver | Amandine Vidon      | 2    | 2    | 1    | 6    | 6    | 9    | 237    |
| Brons  | Olivia Onesti       | 4    | 3    | 5    | 5    | 8    | 4    | 229    |
| 4      | Cyriane Muller      | 5    | 4    | 7    | 14   | 7    | 10   | 211    |
| 5      | Alexandra Valade    | 7    | 8    | 8    | 7    | 10   | 8    | 210    |
| 6      | Lise Klaes          | 9    | 6    | 4    | 4    | 16   | 12   | 207    |
| 7      | Laura Porhel        | 6    | 10   | 12   | 12   | 14   | 13   | 191    |
| 8      | Loane Menager       | 13   | 13   | 9    | 10   | 18   | 18   | 177    |
| 9      | Hugoline Roger      | 22   | 16   | 14   | 17   | 13   | 17   | 159    |
| 10     | Gwennig Le Dantec   | 16   | 12   | 17   | 9    | 23   | 25   | 156    |
| 14     | Camille Devigne     | 10   | 9    | -    | -    | 3    | 7    | 143    |
| 23     | Hélène Clauzel      | -    | -    | -    | -    | 1    | 2    | 87     |
| 24     | Lauriane Duraffourg | -    | -    | 3    | 3    | -    | -    | 80     |
| 25     | Julie Bego          | -    | -    | 6    | 2    | -    | -    | 79     |
| 27     | Évita Muzic         | 3    | 7    | -    | -    | -    | -    | 76     |
| 30     | Anais Morichon      | -    | -    | -    | -    | 9    | 3    | 74     |

## Mannen beloften

### Podia manches
| Datum | Locatie     | Winnaar            | Tweede             | Derde           | Leider klassement |
| ----- | ----------- | ------------------ | ------------------ | --------------- | ----------------- |
| 21/10 | Quelneuc    | Corentin Lequet    | Nathan Bommenel    | Timothé Gabriel | Corentin Lequet   |
| 22/10 | Quelneuc    | Nathan Bommenel    | Corentin Lequet    | Léo Bisiaux     | Lequet / Bommenel |
| 11/11 | Albi        | Corentin Lequet    | Noé Castille       | Léo Bisiaux     | Corentin Lequet   |
| 12/11 | Albi        | Léo Bisiaux        | Corentin Lequet    | Guillaume Bagou | Corentin Lequet   |
| 9/12  | Flamanville | Martin Groslambert | Corentin Lequet    | Léo Bisiaux     | Corentin Lequet   |
| 10/12 | Flamanville | Léo Bisiaux        | Martin Groslambert | Corentin Lequet | Corentin Lequet   |

### Eindstand
| Nr.    | Renner             | QUE1 | QUE2 | ALB1 | ALB2 | FLA1 | FLA2 | Punten |
| ------ | ------------------ | ---- | ---- | ---- | ---- | ---- | ---- | ------ |
| Goud   | Corentin Lequet    | 1    | 2    | 1    | 2    | 2    | 3    | 256    |
| Zilver | Léo Bisiaux        | 4    | 3    | 3    | 1    | 3    | 1    | 249    |
| Brons  | Nathan Bommenel    | 2    | 1    | 5    | 15   | 5    | 5    | 229    |
| 4      | Noé Castille       | 5    | 5    | 2    | 11   | 6    | 7    | 223    |
| 5      | Guillaume Bagou    | 7    | 4    | 8    | 3    | 7    | 10   | 219    |
| 6      | Timothé Gabriel    | 3    | 9    | 9    | 5    | 20   | 9    | 203    |
| 7      | Romain Debord      | 10   | 6    | 34   | 8    | 4    | 4    | 192    |
| 8      | Tristan Verrier    | 9    | 8    | 4    | 6    | -    | 8    | 180    |
| 9      | Yann Chaptal       | 22   | 21   | 12   | 4    | 21   | 6    | 172    |
| 10     | Alexis David       | 17   | 11   | 17   | 27   | 11   | 13   | 162    |
| 11     | Martin Groslambert | 6    | 7    | -    | -    | 1    | 2    | 160    |

## Vrouwen beloften

### Podia manches
| Datum | Locatie     | Winnaar             | Tweede              | Derde            | Leider klassement |
| ----- | ----------- | ------------------- | ------------------- | ---------------- | ----------------- |
| 21/10 | Quelneuc    | Olivia Onesti       | Alexandra Valade    | Lise Klaes       | Olivia Onesti     |
| 22/10 | Quelneuc    | Olivia Onesti       | Lise Klaes          | Alexandra Valade | Olivia Onesti     |
| 11/11 | Albi        | Lauriane Duraffourg | Lise Klaes          | Olivia Onesti    | Olivia Onesti     |
| 12/11 | Albi        | Julie Bego          | Lauriane Duraffourg | Lise Klaes       | Olivia Onesti     |
| 9/12  | Flamanville | Camille Devigne     | Electa Gallezot     | Olivia Onesti    | Olivia Onesti     |
| 10/12 | Flamanville | Olivia Onesti       | Electa Gallezot     | Camille Devigne  | Olivia Onesti     |

### Eindstand
De beloften reden samen met de elite. Er was geen aparte puntentelling voor dit klassement.
| Nr.    | Renner              | QUE1 | QUE2 | ALB1 | ALB2 | FLA1 | FLA2 | Punten |
| ------ | ------------------- | ---- | ---- | ---- | ---- | ---- | ---- | ------ |
| Goud   | Olivia Onesti       | 4    | 3    | 5    | 5    | 8    | 4    | 229    |
| Zilver | Alexandra Valade    | 7    | 8    | 8    | 7    | 10   | 8    | 210    |
| Brons  | Lise Klaes          | 9    | 6    | 4    | 4    | 16   | 12   | 207    |
| 4      | Loane Menager       | 13   | 13   | 9    | 10   | 18   | 18   | 177    |
| 5      | Manon Briand        | 15   | 15   | 10   | 21   | 27   | 15   | 155    |
| 6      | Camille Giraud      | 21   | 19   | 22   | 15   | 17   | 16   | 148    |
| 7      | Camille Devigne     | 10   | 9    | -    | -    | 3    | 7    | 143    |
| 8      | Romane Reynier      | 17   | 11   | 20   | 30   | 21   | 23   | 136    |
| 9      | Marie Moissonnier   | 18   | 26   | 11   | 28   | 19   | 26   | 130    |
| 10     | Maéva Rodriguez     | 23   | 21   | 21   | 16   | 26   | 22   | 129    |
| 15     | Lauriane Duraffourg | -    | -    | 3    | 3    | -    | -    | 80     |
| 16     | Julie Bego          | -    | -    | 6    | 2    | -    | -    | 79     |
| 17     | Electa Gallezot     | -    | -    | -    | -    | 4    | 5    | 77     |

## Mannen junioren

### Podia manches
| Datum | Locatie     | Winnaar       | Tweede           | Derde        | Leider klassement |
| ----- | ----------- | ------------- | ---------------- | ------------ | ----------------- |
| 21/10 | Quelneuc    | Aubin Sparfel | Maxime Vezie     | Paul Seixas  | Aubin Sparfel     |
| 22/10 | Quelneuc    | Aubin Sparfel | Maxime Vezie     | Louis Tanguy | Aubin Sparfel     |
| 11/11 | Albi        | Aubin Sparfel | Maxime Vezie     | Paul Seixas  | Aubin Sparfel     |
| 12/11 | Albi        | Aubin Sparfel | Theophile Vassal | Paul Seixas  | Aubin Sparfel     |
| 9/12  | Flamanville | Aubin Sparfel | Theophile Vassal | Louis Tanguy | Aubin Sparfel     |
| 10/12 | Flamanville | Aubin Sparfel | Theophile Vassal | Maxime Vezie | Aubin Sparfel     |

### Eindstand
| Nr.    | Renner           | QUE1 | QUE2 | ALB1 | ALB2 | FLA1 | FLA2 | Punten |
| ------ | ---------------- | ---- | ---- | ---- | ---- | ---- | ---- | ------ |
| Goud   | Aubin Sparfel    | 1    | 1    | 1    | 1    | 1    | 1    | 270    |
| Zilver | Theophile Vassal | 4    | 6    | 4    | 2    | 2    | 2    | 241    |
| Brons  | Maxime Vezie     | 2    | 2    | 2    | 6    | 5    | 3    | 241    |
| 4      | Paul Seixas      | 3    | 5    | 3    | 3    | 4    | 5    | 235    |
| 5      | Louis Tanguy     | 5    | 3    | 5    | 8    | 3    | 4    | 230    |
| 6      | Felix Rouinsard  | 19   | 8    | 9    | 7    | 8    | 9    | 198    |
| 7      | Evan Jullian     | 16   | 12   | 14   | 9    | 9    | 11   | 187    |
| 8      | Johan Blanc      | 7    | 9    | 12   | 13   | 31   | 7    | 179    |
| 9      | Gabin Dubosq     | 14   | 4    | 24   | 10   | 15   | 13   | 178    |
| 10     | Baptiste Rouxel  | 17   | 14   | 8    | 12   | 18   | 20   | 169    |

## Vrouwen junioren

### Podia manches
| Datum | Locatie     | Winnaar    | Tweede          | Derde                | Leider klassement |
| ----- | ----------- | ---------- | --------------- | -------------------- | ----------------- |
| 21/10 | Quelneuc    | Célia Gery | Amandine Muller | Shanyl De Shoesitter | Célia Gery        |
| 22/10 | Quelneuc    | Célia Gery | Amandine Muller | Shanyl De Shoesitter | Célia Gery        |
| 11/11 | Albi        | Célia Gery | Amandine Muller | Lison Desprez        | Célia Gery        |
| 12/11 | Albi        | Célia Gery | Lison Desprez   | Amandine Muller      | Célia Gery        |
| 9/12  | Flamanville | Célia Gery | Amandine Muller | Anais Moulin         | Célia Gery        |
| 10/12 | Flamanville | Célia Gery | Amandine Muller | Anais Moulin         | Célia Gery        |

### Eindstand
| Nr.    | Renner                | QUE1 | QUE2 | ALB1 | ALB2 | FLA1 | FLA2 | Punten |
| ------ | --------------------- | ---- | ---- | ---- | ---- | ---- | ---- | ------ |
| Goud   | Célia Gery            | 1    | 1    | 1    | 1    | 1    | 1    | 270    |
| Zilver | Amandine Muller       | 2    | 2    | 2    | 3    | 2    | 2    | 250    |
| Brons  | Lison Desprez         | 5    | 5    | 3    | 2    | 5    | 7    | 232    |
| 4      | Flavie Landrin Zebert | 6    | 4    | 4    | 5    | 4    | 4    | 231    |
| 5      | Anais Moulin          | 4    | 6    | 9    | 4    | 3    | 3    | 229    |
| 6      | Maéva Plagniol        | 10   | 8    | 6    | 9    | 6    | 8    | 211    |
| 7      | Nina Lavenu           | 16   | 13   | 8    | 8    | 10   | 11   | 192    |
| 8      | Maia Bridier          | 9    | 9    | 22   | 12   | 9    | 6    | 191    |
| 9      | Wendy Bunea           | 7    | 10   | 10   | 25   | 13   | 5    | 188    |
| 10     | Maeva Neveux          | 19   | 12   | 14   | 10   | 7    | 13   | 183    |
| 28     | Shanyl De Shoesitter  | 3    | 3    | -    | -    | -    | -    | 80     |

Kampioenschappen:  Wereldkampioenschappen ·
 Europese kampioenschappen ·
 Belgische kampioenschappen ·
 Nederlandse kampioenschappen
Klassementen:  Wereldbeker ·
 Superprestige ·
 X²O Badkamers Trofee ·
 TOI TOI Cup ·
 USCX Series ·
 Coupe de France ·
 National Trophy Series ·
 Copa de España ·
 Swiss Cyclocross Cup ·
 Hope Supercross Series
Overig:  Exact Cross ·  Losse crossen België
1983 · 
1984 · 
1985 · 
1986 · 
1987 · 
1988 · 
1989 · 
1990 · 
1991 · 
1992 · 
1993 · 
1994 · 
1995 · 
1996 · 
1997 · 
1998 · 
1999 ·
2000 · 
2001 · 
2002 · 
2003 · 
2004 · 
2005 · 
2006 · 
2007 · 
2008 · 
2009 · 
2010 · 
2011 · 
2012 · 
2013 · 
2014 · 
2015 · 
2016 · 
2017 · 
2018 ·
2019 ·
2020 · 2021  · 2022 · 2023 · 2024